# Sacaba
A Vila de San Pedro de Sacaba, ou simplesmente Sacaba, é uma cidade da Bolívia capital da província de Chapare, no departamento de Cochabamba. Está localizada 13 km a leste de Cochabamba. De acordo com o censo realizado em 2012 a cidade possuia 127 700  habitantes.
Devido a falta de espaço nos limites da cidade de Cochabamba, vários complexos residenciais têm sido construídos dentro dos 13 km que separam Sacaba de Cochabamba. Muitos destes complexos se destinam a empregados de empresas estabelecidas em Cochabamba.

## Clima
O tempo em Sacaba é temperado, com um clima similar ao da cidade de Cochabamba. Durante o inverno, as temperaturas variam de 1ºC a 24ºC e as chuvas são raras. Durante a época de verão, as temperaturas variam de 10ºC a 19ºC, com pesadas chuvas.